# Blåssten

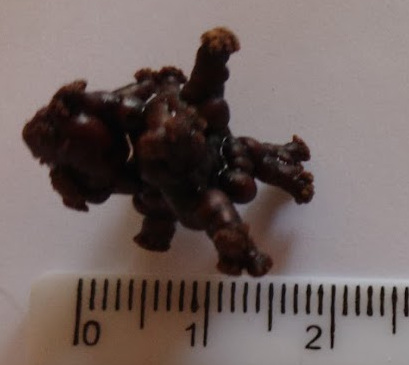
Blåssten

Blåssten är kristallformationer konkretioner av urin som bildar stenar i urinblåsan. Blåssten kan medföra urinträngningar och göra det svårt att tömma blåsan. Om stenarna är stora och ger besvär kan operation bli nödvändigt för att avlägsna dem.
Både män och kvinnor kan få blåssten, men det är vanligast hos män i samband med förstorad prostata.